# Le Vauroux
Le Vauroux és un municipi francès, situat al departament de l'Oise i a la regió dels Alts de França. L'any 2007 tenia 473 habitants.

## Demografia

### Població
El 2007 la població de fet de Le Vauroux era de 473 persones. Hi havia 172 famílies de les quals 32 eren unipersonals (8 homes vivint sols i 24 dones vivint soles), 60 parelles sense fills, 76 parelles amb fills i 4 famílies monoparentals amb fills.
La població ha evolucionat segons el següent gràfic:
Habitants censats

### Habitatges
El 2007 hi havia 209 habitatges, 175 eren l'habitatge principal de la família, 16 eren segones residències i 19 estaven desocupats. Tots els 208 habitatges eren cases. Dels 175 habitatges principals, 161 estaven ocupats pels seus propietaris, 9 estaven llogats i ocupats pels llogaters i 5 estaven cedits a títol gratuït; 4 tenien dues cambres, 19 en tenien tres, 49 en tenien quatre i 102 en tenien cinc o més. 132 habitatges disposaven pel capbaix d'una plaça de pàrquing. A 66 habitatges hi havia un automòbil i a 104 n'hi havia dos o més.

### Piràmide de població
La piràmide de població per edats i sexe el 2009 era:
| Homes | Edats   | Dones |
| ----- | ------- | ----- |
| 0     | 95 o +  | 0     |
| 0     | 90 a 94 | 8     |
| 0     | 85 a 89 | 0     |
| 0     | 80 a 84 | 4     |
| 8     | 75 a 79 | 0     |
| 4     | 70 a 74 | 8     |
| 4     | 65 a 69 | 16    |
| 0     | 60 a 64 | 8     |
| 8     | 55 a 59 | 4     |
| 28    | 50 a 54 | 24    |
| 20    | 45 a 49 | 24    |
| 32    | 40 a 44 | 20    |
| 20    | 35 a 39 | 36    |
| 20    | 30 a 34 | 12    |
| 8     | 25 a 29 | 12    |
| 8     | 20 a 24 | 12    |
| 40    | 15 a 19 | 28    |
| 28    | 10 a 14 | 32    |
| 20    | 5 a 9   | 0     |
| 8     | 0 a 4   | 20    |

## Economia
El 2007 la població en edat de treballar era de 330 persones, 251 eren actives i 79 eren inactives. De les 251 persones actives 236 estaven ocupades (124 homes i 112 dones) i 14 estaven aturades (6 homes i 8 dones). De les 79 persones inactives 32 estaven jubilades, 22 estaven estudiant i 25 estaven classificades com a «altres inactius».

### Ingressos
El 2009 a Le Vauroux hi havia 176 unitats fiscals que integraven 474 persones, la mediana anual d'ingressos fiscals per persona era de 18.779 €.

### Activitats econòmiques
Dels 7 establiments que hi havia el 2007, 1 era d'una empresa de fabricació de material elèctric, 1 d'una empresa de construcció, 1 d'una empresa de comerç i reparació d'automòbils, 1 d'una empresa de transport, 1 d'una empresa immobiliària, 1 d'una empresa de serveis i 1 d'una entitat de l'administració pública.
L'any 2000 a Le Vauroux hi havia 8 explotacions agrícoles.

## Equipaments sanitaris i escolars
El 2009 hi havia una escola maternal integrada dins d'un grup escolar amb les comunes properes formant una escola dispersa.

## Poblacions més properes
El següent diagrama mostra les poblacions més properes.